# Teresio Maria Carlo Vittorio Ferrero della Marmora
Teresio Maria Carlo Vittorio Ferrero della Marmora (né le 15 octobre 1757 à Turin et mort le  30 décembre 1831 à Turin) est un cardinal italien du XIXe siècle.  

## Biographie
Ferrero est élu évêque de Casale Monferrato en 1796. Il est emprisonné par les Français et résigne[pas clair] en 1803. Son diocèse est supprimé par le pape Pie VII, sur demande de Napoléon. Ferrero est transféré au diocèse de Saluces en 1805. Il résigne en 1824 et entre à l'abbaye.
Le pape Léon XII le crée cardinal lors du consistoire du 27 septembre 1824.  
Ferrero ne participe pas au conclave de 1829 lors duquel Pie VIII est élu, ni au conclave de 1830-1831 (élection de  Grégoire XVI).